# Porfirie
Porfiria este un grup de afecțiuni hepatice în care substanțele numite porfirine se acumulează în organism, afectând negativ pielea sau sistemul nervos. Tipurile care afectează sistemul nervos sunt cunoscute și sub denumirea de porfirie acută, deoarece simptomele sunt de debut rapid și de scurtă durată. Simptomele unui atac includ durerea abdominală , durere în piept, vărsături, confuzie, constipație, febră, tensiune arterială crescută și ritm cardiac ridicat. Atacurile durează de obicei zile până la săptămâni. Complicațiile pot include paralizie, scăzut nivelurile de sodiu din sânge și convulsiis. Atacurile pot fi declanșate de alcool, fumat, modificări hormonale, post, stres sau anumite medicamente. Dacă pielea este afectată, pot apărea bășici sau mâncărime la expunerea la soare.
Cele mai multe tipuri de porfirie sunt moștenite de la unul sau ambii părinți ai unei persoane și se datorează unei mutații într-una dintre genele care fac heme. Ele pot fi moștenite într-o manieră autozomal dominant, autozomal recesiv sau dominant X-linked. Un tip, Porfiria cutanată tardivă, se poate datora și hemocromatozei (creșterea fierului în ficat), hepatitei C, alcoolului sau HIV/SIDA. Mecanismul de bază are ca rezultat o scădere a cantității de hem produs și o acumulare de substanțe implicate în producerea hemului. Porfiria poate fi, de asemenea, clasificată în funcție de afectarea ficatului sau a măduvei osoase. Diagnosticul se face de obicei prin teste de sânge, urină și scaun. Se pot face teste genetice pentru a determina mutația specifică.